# Leo Beranek
Leo Leroy Beranek (Solon, 15 de septiembre de 1914-Westwood, 10 de octubre de 2016) fue un acústico estadounidense. Fue profesor del Instituto de Tecnología de Massachusetts y fundador y expresidente de Bolt, Beranek y Newman (ahora BBN Technologies). Es autor de Acoustics, considerado un libro de texto clásico en este campo, y su versión actualizada y ampliada se publicó en 2012 con el título Acoustics: Sound Fields and Transducers. También fue un experto en el diseño y evaluación de salas de conciertos y teatros de ópera, y fue autor del clásico libro de texto Music, Acoustics, and Architecture, revisado y ampliado en 2004 con el título Concert Halls and Opera Houses: Music, Acoustics, and Architecture.

## Primeros años
Nació en 1914 en Solon, Iowa. Su padre Edward Fred Beranek era un granjero cuyos antepasados procedían de Bohemia (en lo que hoy es la República Checa) y su madre Beatrice Stahle, anteriormente maestra de escuela, se había convertido en ama de casa. Los abuelos paternos de Edward, Josef Beránek y Anna Šimandlová, provenian de Nynice y Jarov respectivamente.
Comenzó a estudiar en una escuela unitaria en Tipton, Iowa. En 1922, su familia se mudó de regreso a Solon, donde pronto lo saltaron del tercer grado y lo trasladaron directamente a las clases de cuarto grado. En 1924, su padre trajo a casa una radio que funcionaba con pilas y que contenía un único tubo de vacío; el quedó fascinado tanto con la tecnología como con los aspectos musicales de la radio. En la preparatoria ganó su primer dinero independiente vendiendo medias y telas de seda. Por sugerencia de su padre, aprendió a reparar radios a través de un curso por correspondencia y fue aprendiz de un reparador mayor.Siendo joven aprendió rápidamente el oficio y pronto pudo comprar un automóvil Modelo T. Continuó sobresaliendo en sus estudios, incluida una clase de mecanografía (rara vez estudiada por niños) donde obtuvo el mejor desempeño.
Asistió al Cornell College en Mount Vernon, Iowa. Después de la crisis de 1929, el dinero escaseaba, pero había logrado ahorrar 500 dólares. Preocupado por la inestable situación financiera, fue a su banco y logró retirar 400 dólares para pagar su matrícula universitaria por adelantado. El banco quebró al día siguiente y Beranek perdió los 100 dólares restantes.
En la universidad, se hizo amigo de un compañero de estudios que tenía una instalación de radioaficionado, lo que lo inspiró a estudiar código Morse y obtener su propia licencia de radioaficionado. En el otoño de 1933, compró una de las primeras grabadoras de disco para ganar una modesta tarifa grabando a los estudiantes antes y después de tomar una clase de formación del habla. Esta fue su primera experiencia práctica con la ciencia en desarrollo de la acústica. A principios de 1934 se vio obligado a abandonar la universidad y trabajar a tiempo completo para ganar más dinero para la matrícula. Encontró un puesto en la incipiente Collins Radio Company de Cedar Rapids, Iowa, donde estudió alemán en su tiempo libre. Mientras estuvo allí, también conoció y salió con Florence "Floss" Martin, una estudiante de la escuela de negocios. Pudo ahorrar suficiente dinero para asistir al semestre de primavera de 1935 en Cornell College y luego regresó a Collins Radio durante el verano.
Dirigió tres trabajos importantes de cableado para Cornell, incluido el diseño y la instalación de un sistema de antena principal en un nuevo dormitorio de hombres que entonces estaba en construcción. Se graduó en Cornell College en el verano de 1936 con una licenciatura en artes. Continuó estudios en la Universidad de Harvard, obteniendo un doctorado en 1940.

## Carrera
Durante la Segunda Guerra Mundial, dirigió el laboratorio de electroacústica de Harvard, que diseñó sistemas de comunicaciones y reducción de ruido para aviones durante la guerra, al mismo tiempo que desarrollaba otras tecnologías militares. Durante este tiempo construyó la primera cámara anecoica, una sala extremadamente silenciosa para estudiar los efectos del ruido que más tarde inspiraría la filosofía del silencio de John Cage.
En 1945, se involucró con una pequeña empresa llamada Hush-A-Phone, que comercializaba una taza que se ajustaba a la boquilla de un auricular de teléfono para evitar que escucharan a la persona que hablaba. Aunque Hush-A-Phone existía desde la década de 1920, el utilizó su experiencia en acústica para desarrollar una versión mejorada del dispositivo. AT&T amenazó a los usuarios de Hush-A-Phone con cancelar su servicio telefónico. El caso legal resultante, Hush-A-Phone contra Estados Unidos, resultó en una victoria para Hush-A-Phone. Al determinar que AT&T no tenía derecho a restringir el uso del Hush-A-Phone, los tribunales sentaron un precedente que eventualmente llevaría a la ruptura del monopolio de AT&amp;T.
Se unió al personal del Instituto de Tecnología de Massachusetts como profesor de ingeniería de comunicaciones de 1947 a 1958. En 1948, ayudó a fundar Bolt, Beranek and Newman (BBN), y fue presidente de la empresa de 1952 a 1969. Continuó sirviendo como científico jefe de BBN hasta 1971, mientras dirigía Boston Broadcasters, Inc. que (después de una batalla judicial) tomó el control de la estación de televisión WCVB-TV.
 
Su libro de 1954, Acoustics, se considera el libro de texto clásico en este campo; fue revisado en 1986. En 2012, a la edad de 98 años, colaboró con Tim Mellow para producir una revisión actualizada y ampliada, publicada con el nuevo título Acoustics: Sound Fields and Transducers .
El libro de Beranek de 1962, Music, Acoustics, and Architecture, desarrollado a partir de su análisis de 55 salas de conciertos de todo el mundo, también se convirtió en un clásico; la edición de 2004 del texto amplió el estudio a 100 salas. Participó en el diseño de numerosas salas de conciertos y teatros de ópera, y viajó por todo el mundo para realizar investigaciones y disfrutar de actuaciones musicales.
De 1983 a 1986, fue presidente de la junta directiva de la Orquesta Sinfónica de Boston, donde permaneció como administrador vitalicio. También formó parte del Consejo para las Artes del MIT. En 2008 publicó Riding the Waves: A Life in Sound, Science, and Industry, una autobiografía sobre su dilatada carrera e investigación en sonido y música. Cumplió 100 años en septiembre de 2014, ocasión marcada por una celebración especial en el Boston Symphony Hall. La Beca Leo y Gabriella Beranek en Acústica Arquitectónica y Control de Ruido se estableció en 2016 para apoyar estudios de posgrado en los campos de acústica arquitectónica y control de ruido. Falleció el 10 de octubre de 2016, a la edad de 102 años. Su último artículo, "Concert hall acoustics: Recent findings", se publicó a principios de ese año.

## Premios y honores
- Miembro de la Sociedad Estadounidense de Física (1946)[11]
- Miembro de la Academia Estadounidense de Artes y Ciencias (1952)[12]
- Medalla Wallace Clement Sabine de la Acoustical Society of America (1961)
- Medalla de Oro de la Audio Engineering Society (1971)
- Medalla de Oro de la Sociedad Acústica de América (1975)
- Medalla Nacional de Ciencias en Ingeniería (2002)
- Medalla de los fundadores del IEEE (2013)
- Medalla Rayleigh del Instituto de Acústica, Reino Unido (2014)

## En la cultura popular
Apareció en el programa de televisión To Tell the Truth en 1962, en la época de la inauguración del Philharmonic Hall en el Lincoln Center for the Performing Arts de Nueva York.

## Publicaciones seleccionadas
- Beranek, Leo L. (2004). Concert halls and opera houses : music, acoustics, and architecture (Second edición). New York, NY: Springer. ISBN 0-387-95524-0. Beranek, Leo (6 de diciembre de 2012). 2012 pbk reprint of 2004 edition. ISBN 978-1-4419-3038-5. (The 2nd edition's title differs from the 1st edition's title.) Concert and opera halls: how they sound (1st edición). Acoustical Society of America. 1996.[13]
- Beranek, Leo (2010). Riding the Waves : A Life in Sound, Science, and Industry. Cambridge, Massachusetts: MIT Press. ISBN 978-0262513999. (autobiography)
- Beranek, Leo L.; Mellow, Tim (2012). Acoustics : sound fields and transducers. Kidlington, Oxford: Academic Press. ISBN 978-0-123-91421-7.

## Otras lecturas
- Leo Beranek, ingeniero eléctrico, una historia oral. Realizado en 1996 por Janet Abbate, IEEE History Center, Rutgers University, New Brunswick, New Jersey

- Datos: Q1344028
- Multimedia: Leo Beranek / Q1344028